# ژاک فتون
ژاک فَتُن (فرانسوی: Jacques Fatton‎; ۱۹ دسامبر ۱۹۲۵ – ۲۶ ژوئیهٔ ۲۰۱۱) بازیکن فوتبال اهل سوئیس بود.
از باشگاه‌هایی که در آن بازی کرده‌است می‌توان به باشگاه فوتبال المپیک لیون، باشگاه فوتبال سروت ۱۸۹۰ اشاره کرد.
وی همچنین در تیم ملی فوتبال سوئیس بازی کرده‌است.